# آماریلو (تگزاس)
آماریلو (به انگلیسی: Amarillo) شهری است در محدوده شهرستان‌های راندال و پوتر ایالت تگزاس.

## نگارخانه

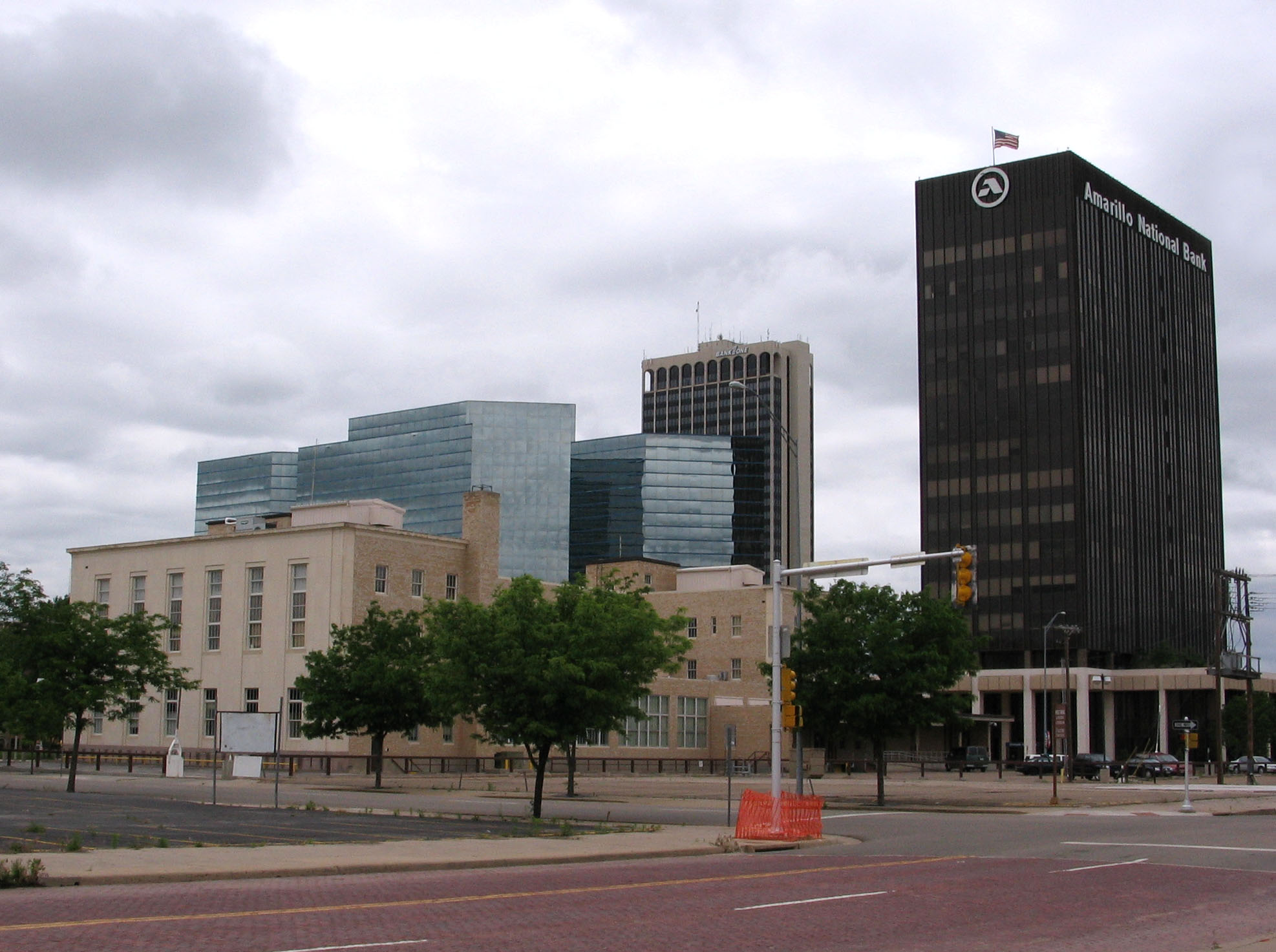